# Yūichi Seirai
 (avril 2021).
Si vous disposez d'ouvrages ou d'articles de référence ou si vous connaissez des sites web de qualité traitant du thème abordé ici, merci de compléter l'article en donnant les références utiles à sa vérifiabilité et en les liant à la section « Notes et références ».
Yūichi Seirai (青来 有一), Seirai Yūichi, nom véritable Akitoshi Nakamura (中村 明俊), Nakamura Akitoshi), né le 13 décembre 1958 dans la préfecture de Nagasaki, est un écrivain japonais.
Serai étudie à l'Université de Nagasaki et depuis 1983 est employé au service municipal. En 2005 il est nommé directeur de la section municipale pour le renforcement de la paix et en 2010 directeur du musée municipal de la bombe atomique. En 1995 il reçoit le prix pour jeunes auteurs du journal Bungakukai pour sa nouvelle Jeronimo no Jūjika (ジェロニモの十字架) et en 2001 le prix Akutagawa pour le recueil de nouvelles Seisui (聖水) dans lequel est inclus Jeronimo no Jūjika. Pour son ouvrage Bakushin (爆心; 2007), également une collection d'histoires courtes, il est lauréat du prix Sei Itō ainsi que du prix Tanizaki.

## Source de la traduction
- (de) Cet article est partiellement ou en totalité issu de l’article de Wikipédia en allemand intitulé « Yūichi Seirai » (voir la liste des auteurs).
- Notices d'autorité :   - VIAF
  - ISNI
  - BnF (données)
  - IdRef
  - LCCN
  - GND
  - Japon
  - Pays-Bas
  - NUKAT
  - Norvège
  - Tchéquie
  - Lettonie
  - WorldCat